# Họ Ánh kim
Chrysomelidae hay còn gọi là họ Ánh kim, hay bọ cánh cứng ăn lá, là một họ bao gồm hơn 35.000 loài được xếp vào hơn 2.500 chi, và là một trong những họ lớn nhất và thường gặp nhất trong tất cả các họ bọ cánh cứng.
Họ Ánh kim được nhận dạng từng giai đoạn theo công thức khớp chân (theo thứ tự chân trước-giữa-sau và số đốt trên mỗi chân) của chúng gồm 4-4-4, nhưng thực tế là 5-5-5. Chúng khó phân biệt với Bọ sừng dài (họ Cerambycidae) bởi râu của nó không mọc thẳng về phía tubercle (củ não). Con trưởng thành và ấu trùng của bọ Ánh kim ăn tất cả các loại mô thực vật. Một số loài là loài gây hại nghiêm trọng đối với nông nghiệp, như bọ khoai tây Colorado (Leptinotarsa decemlineata), asparagus bọ cánh cứng (Crioceris asparagi), cereal leaf bọ cánh cứng (Oulema melanopus), và các loài bọ cánh cứng flea.

## Phân loại
- Phân họ Bruchinae Latreille, 1802
- Phân họ Chrysomelinae Latreille, 1802
- Phân họ Criocerinae Latreille, 1804
- Phân họ Cryptocephalinae Gyllenhal, 1813
- Phân họ Donaciinae Kirby, 1837
- Phân họ Eumolpinae Hope, 1840
- Phân họ Galerucinae Latreille, 1802
- Phân họ Hispinae Gyllenhal, 1813
- Phân họ Lamprosomatinae Lacordaire, 1848
- Phân họ Sagrinae Leach, 1815
- Phân họ Spilopyrinae Chapuis, 1874

## Thư viện ảnh

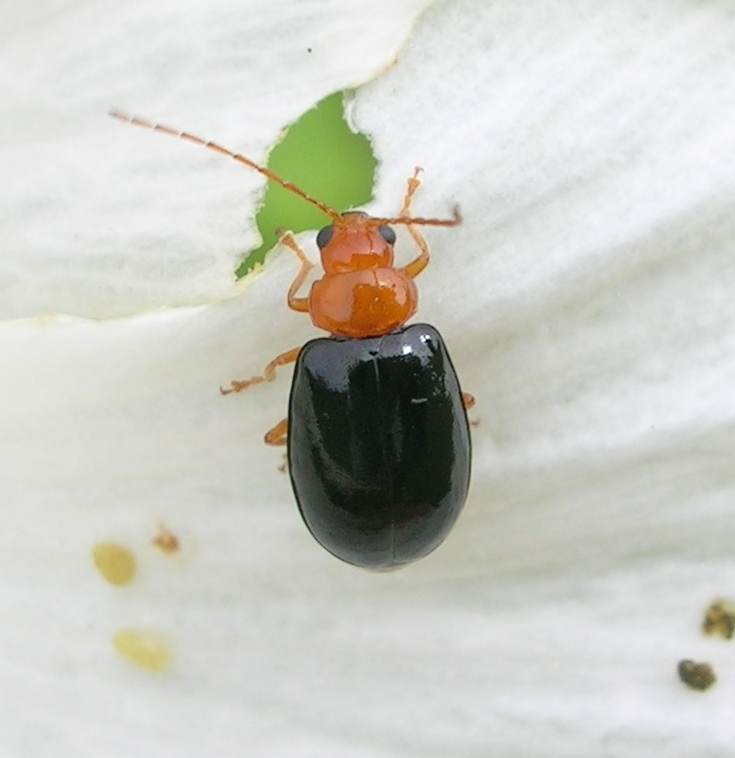
Bọ flea ở Ấn Độ
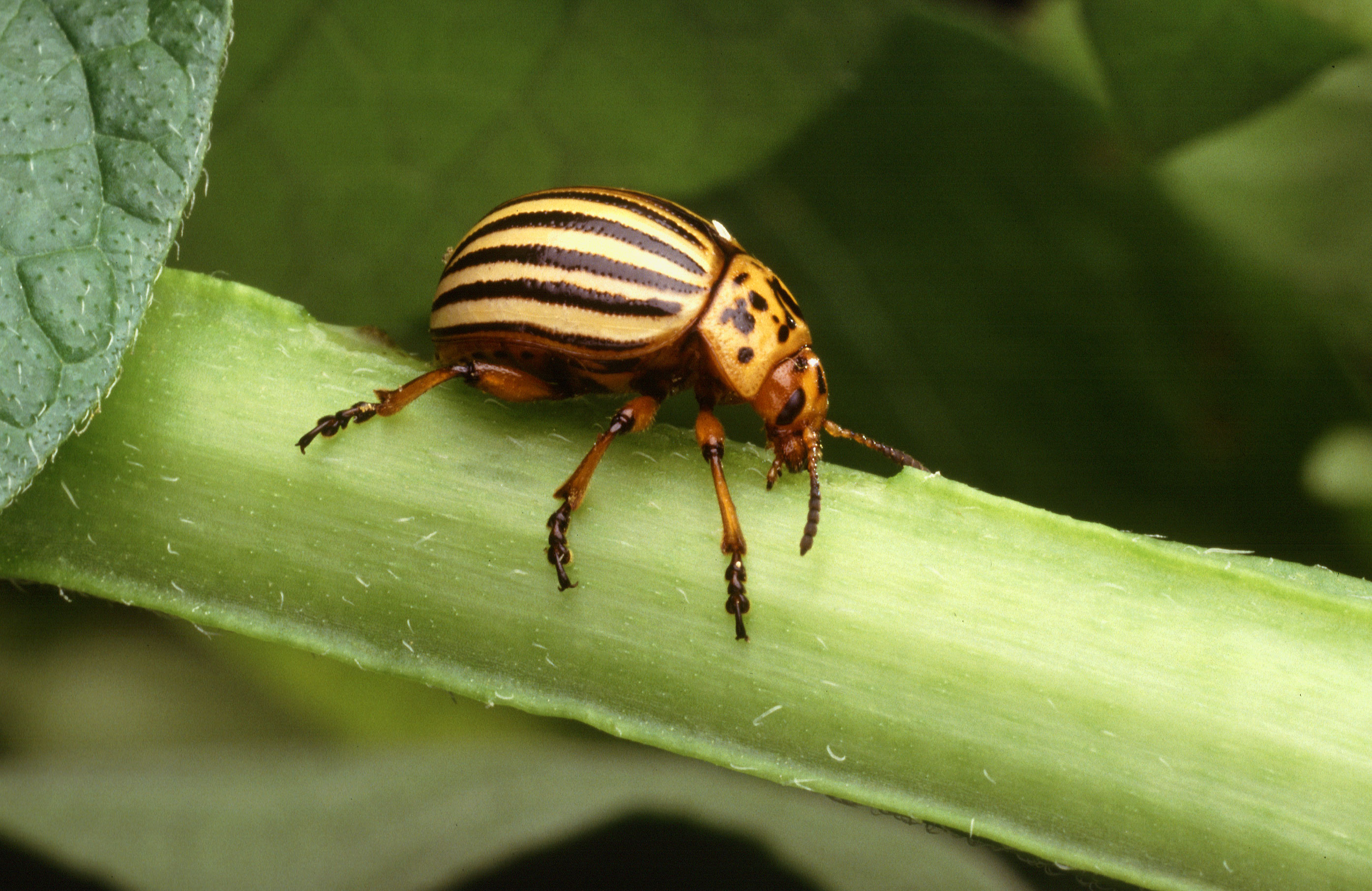
Bọ khoai tây Colorado Leptinotarsa decemlineata
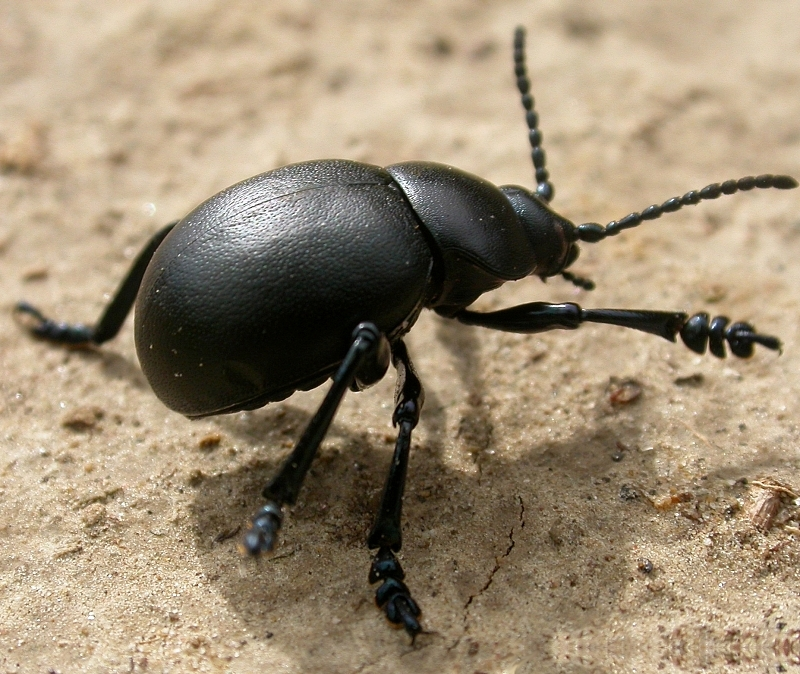
Timarcha sp.
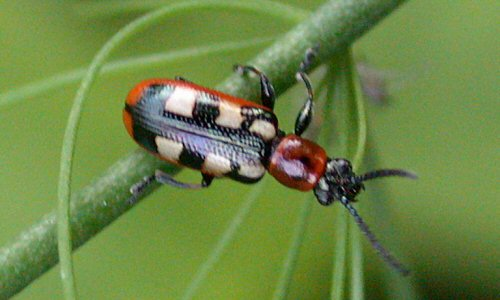
Crioceris asparagi
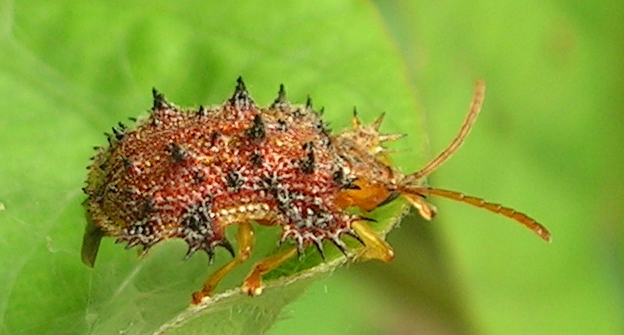
Bọ trong họ Hispinae
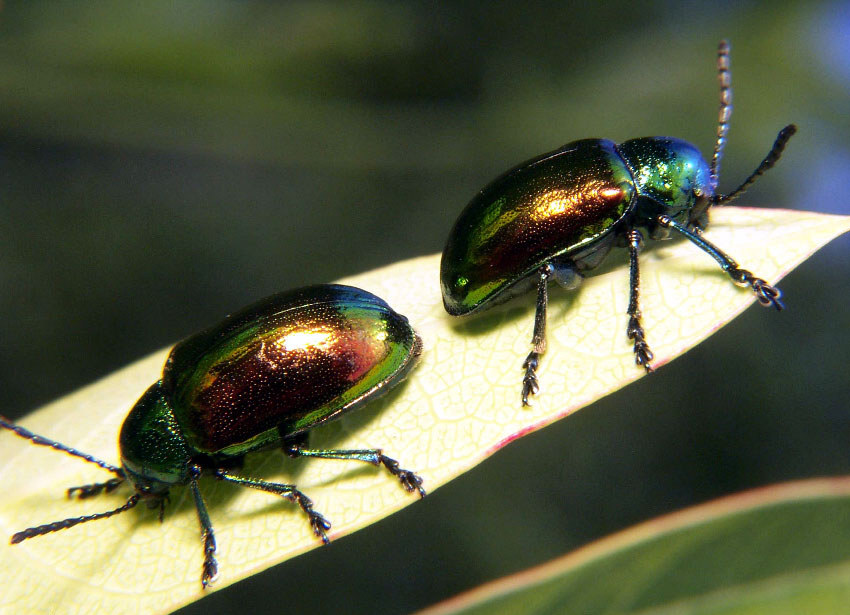
Chrysochus auratus
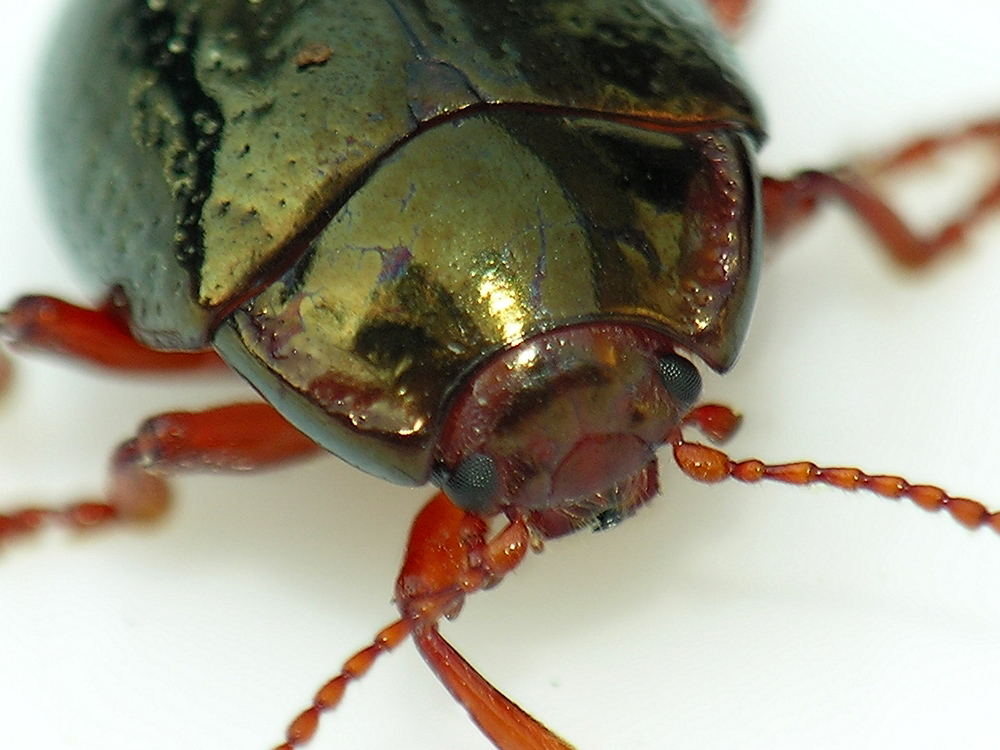
Bọ ở Galicia
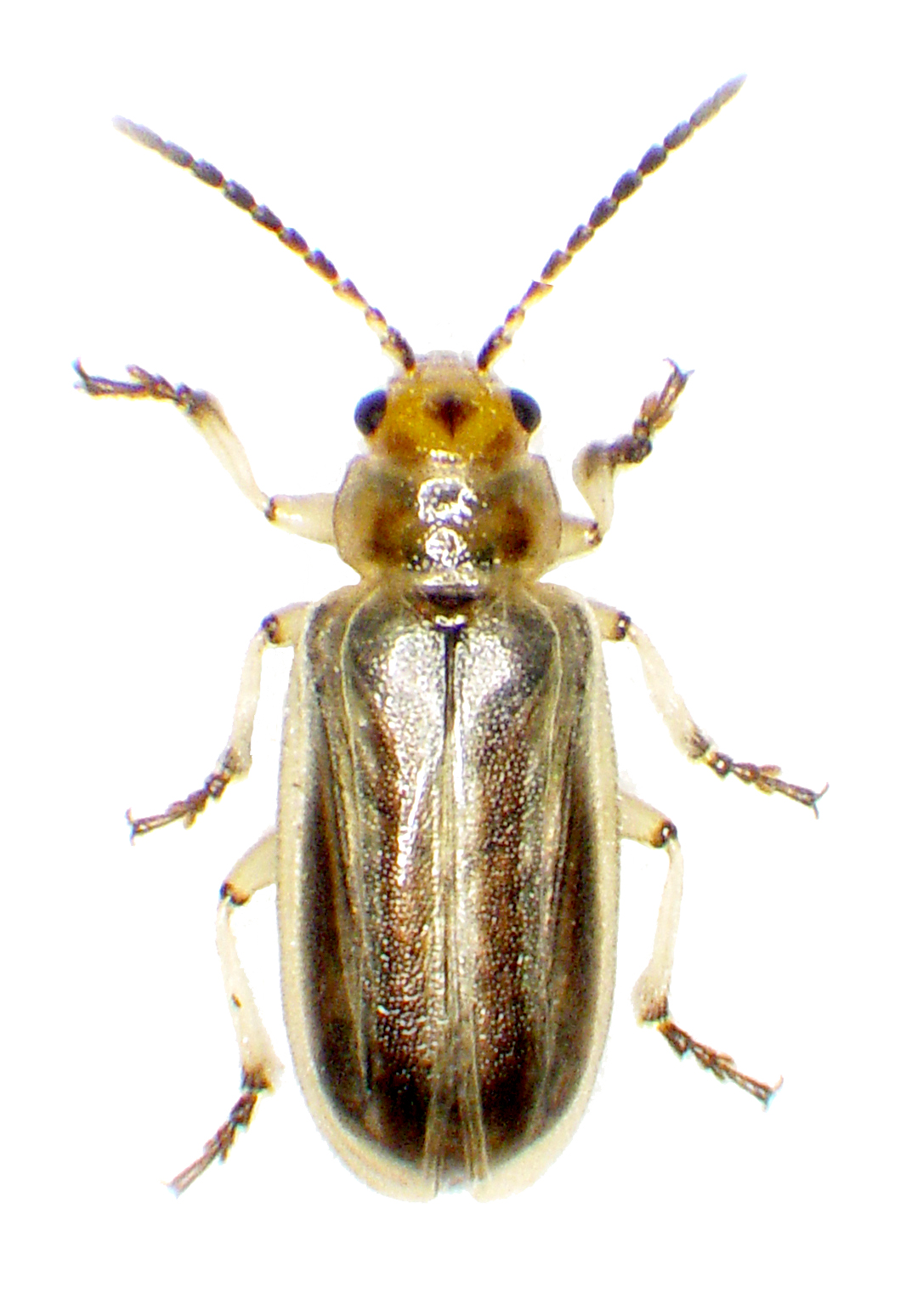
Diorhabda carinulata